# Parang (Sulu)
Parang is een gemeente in de Filipijnse provincie Sulu op het eiland Jolo. Bij de laatste census in 2007 had de gemeente ruim 65 duizend inwoners.

## Geografie

### Bestuurlijke indeling
Parang is onderverdeeld in de volgende 40 barangays:
| - Alu Layag-Layag - Alu Pangkoh - Bagsak - Bawisan - Biid - Bukid - Buli Bawang - Buton - Buton Mahablo - Danapa - Duyan Kabao - Gimba Lagasan - Kaha - Kahoy Sinah | - Kanaway - Kutah Sairap - Lagasan Higad - Lanao Dakula - Laum Buwahan - Laum Suwah - Liang - Linuho - Lipunos - Lower Sampunay - Lumbaan Mahaba - Lungan Gitong - Lupa Abu | - Nonokan - Paugan - Payuhan - Piyahan - Poblacion - Saldang - Sampunay - Silangkan - Taingting - Tikong - Tukay - Tumangas - Wanni Piyanjihan |

## Demografie
Parang had bij de census van 2007 een inwoneraantal van 65.019 mensen. Dit zijn 10.025 mensen (18,2%) meer dan bij de vorige census van 2000. De gemiddelde jaarlijkse groei komt daarmee uit op 2,34%, hetgeen hoger is dan het landelijk jaarlijks gemiddelde over deze periode (2,04%). Vergeleken met de census van 1995 is het aantal mensen met 16.895 (35,1%) toegenomen.

De bevolkingsdichtheid van Parang was ten tijde van de laatste census, met 65.019 inwoners op 258 km², 252 mensen per km².